# Hans Rotkirch
Hans Rotkirch, né en 1595 en Allemagne, mort en 1654 à Norrköping, était un militaire et un fonctionnaire suédois.

## Biographie
Hans Rotkirch a émigré d'Allemagne en Suède. En 1617, est au service du duc Jean de Suède. Il devient lieutenant-colonel à la cavalerie d'Östgöta et gouverneur du château de Nyköping le 20 avril 1628. En 1630, il est promu colonel dans le même régiment et prend part à la Guerre de Trente Ans. Il mène son régiment à la bataille de Breitenfeld en 1631, à celles de Rain am Lech et de Lützen en 1632. Il devient maître d'écurie de la reine Christine en 1633. Il est naturalisé suédois et nommé membre de la Riddarhus en 1634. Il devient ensuite gouverneur du comté de Södermanland de 1640 à 1648, ainsi que gouverneur du hundred d'Österrekarne à partir de 1643.
Rotkirch se marie d'abord en 1627 avec Katarina Margareta von Flans, puis en 1630 à Elisabet Manteuffel et enfin en avec Margareta Andersdotter Oxehufwud. Il a eu cinq enfants avec sa deuxième femme et onze avec sa troisième.